# Object Management Group
Object Management Group (OMG) és un consorci americà sense ànim de lucre, creat el 1989 que té per objectiu l'estandardització i promoció de l'Objecte Model en totes les seves formes. Hi participen onze multinacionals : Hewlett-Packard, IBM, Sun Microsystems, Apple Computer, American Airlines and Data General).
L'OMG treballa en coneguts estàndards com : UML (Unified Modeling Language), MOF (Meta-Object Facility), CORBA (COmmon Request Broker Architecture) i IDL (Interface Definition Language).
També ha treballat en les recomanacions de Model Driven Architecture o enginyeria dirigida pels models.